# Stanisław Gumuła
Stanisław Andrzej Gumuła (ur. 1944) – polski naukowiec, nauczyciel akademicki i profesor nauk technicznych. Współpracownik wynalazcy i konstruktora Lucjana Łągiewki (1949–2017).

## Życiorys
Absolwent Wydziału Elektroniki i Informatyki AGH, doktor nauk technicznych AGH. W latach 1993–2009 był kierownikiem Katedry Maszyn i Urządzeń Energetycznych na Wydziale Inżynierii Mechanicznej i Robotyki AGH. W latach 2004–2008 był dziekanem Międzywydziałowej Szkoły Energetyki AGH.
Jest autorem oraz współautorem ponad 250 prac naukowych z zakresu mechaniki, termodynamiki, energetyki. Wypromował 10 doktorów nauk technicznych i był kierownikiem 7 grantów Ministerstwa Nauki i Szkolnictwa Wyższego (baza "Ludzie Nauki" podaje 8 doktorów i 3 granty).
Od 1998 roku współpracował z Lucjanem Łągiewką nad zagadnieniami związanymi z koncepcją EPAR, w ramach których zrealizował niezależnie dwa granty naukowe. Od wielu lat opracowuje prototypowe rozwiązania techniczne, patenty oraz wzory użytkowe. Był wiceprezesem Fundacji Naukowej EPAR oraz współzałożycielem projektu EPAR.